# Natarsia punctata
Natarsia punctata är en tvåvingeart som först beskrevs av Johann Wilhelm Meigen 1804.  Natarsia punctata ingår i släktet Natarsia och familjen fjädermyggor. Arten är reproducerande i Sverige. Inga underarter finns listade i Catalogue of Life.